# Magnus Chrona
Magnus Chrona, född 28 augusti 2000, är en svensk professionell ishockeymålvakt som är kontrakterad till San Jose Sharks i National Hockey League (NHL) och spelar för San Jose Barracuda i American Hockey League (AHL).
Han har tidigare spelat för Denver Pioneers i National Collegiate Athletic Association (NCAA).
Chrona draftades av Tampa Bay Lightning i femte rundan 2018 års draft som 152:a totalt.